# Wessinge
Wessinge is een buurtschap in de gemeente Elburg tussen Doornspijk en Oosteinde.
Stad: Elburg

Dorpen: 't Harde · Doornspijk · Hoge Enk · Oostendorp     
Buurtschappen: Aperloo · Lage Bijssel · Nieuwstad · Oudekerk · Wessinge

Gelderland: Steden en dorpen in Gelderland      Nederland: Provincies · Gemeenten